# Mani Pulite - I viceré
Mani Pulite – I viceré è un film-documentario riguardo all'inchiesta Mani pulite, curato da Pino Corrias, Renato Pezzini, Roberto Capanna, Peter Freeman e Paolo Luciani.
È il terzo documentario-inchiesta sull'inchiesta, trasmesso il 2 luglio 1997 su Rai 2 e nel 2008 è andato in onda per la prima volta su RaiSat Premium.

## Trama
Il film racconta lo sviluppo dell'inchiesta nell'Italia meridionale, in particolare a Napoli, e nel Nord-est.

## Contenuti
In documentario contiene interviste a:
- Franco Argentati, avvocato
- Isa Arnoldi, giornalista
- Antonio Baldi, costruttore
- Bruno Brancaccio, costruttore
- Salvatore Calogero, direttore della Centrale del latte di Napoli
- Giorgio Casadei, ex segretario di Gianni De Michelis
- Paolo Cirino Pomicino, ex Ministro del Bilancio (DC)
- Giuseppe Cortese, giornalista
- Gianni De Michelis, ex Ministro del Lavoro e degli Esteri (PSI)
- Nunzio Fragliasso, magistrato titolare dell'inchiesta
- Alfredo Greco, magistrato titolare dell'inchiesta
- Marcello Lando, commissario della Centrale del latte di Napoli
- Vincenzo Lodigiani, costruttore
- Giovanni Maso, direttore dell'Hotel Rosa Camuna di Borno (BS)
- Romano Speranza, ex Sindaco di Centola-Palinuro
- Angelo Viveri, ex Sindaco di Albenga

Il documentario include inoltre numerosi video di archivio di interviste, e diversi frammenti da programmi televisivi e telegiornali di RAI e Fininvest.